# Auditorio Ángel Bustelo
El Auditorio Ángel Bustelo es un centro de espectáculos ubicado en la Ciudad de Mendoza, Argentina, en el denominado Barrio Cívico y forma parte del Centro de Congresos y Exposiciones “Gobernador Emilio Civit”.
El auditorio, de más reciente construcción entre sus vecinos, posee un salón de usos múltiples, totalmente alfombrado, con capacidad para dos mil personas sentadas, sanitarios, aire acondicionado central y otras comodidades. Su cortina acústica permite dividir la sala, permitiendo realizar dos actividades distintas en forma simultánea. Está equipado con tecnología de audio, video iluminación, teleconferencias, grabación y interpretación simultánea.